# Amt Ziesar
L'Amt Ziesar è una comunità amministrativa che si trova nel circondario di Potsdam-Mittelmark nel Brandeburgo, in Germania.
La sede amministrativa è posta nella città di Ziesar.

## Società

### Evoluzione demografica
- Sviluppo della popolazione dal 1875 entro gli attuali confini (Linea Blu: Popolazione; Linea puntata: Confronto dello sviluppo della popolazione dello stato del Brandenburgo; Sfondo grigio: Ai tempi del governo nazista; Sfondo rosso: Al tempo del governo comunista)
- Sviluppo recente della popolazione (Linea blu) e previsioni

| Anno | Abitanti |
| ---- | -------- |
| 1875 | 8 518    |
| 1890 | 8 567    |
| 1910 | 8 861    |
| 1925 | 8 960    |
| 1939 | 9 050    |
| 1950 | 12 041   |
| 1964 | 9 509    |

| Anno | Abitanti |
| ---- | -------- |
| 1971 | 8 950    |
| 1981 | 8 135    |
| 1985 | 7 962    |
| 1990 | 7 809    |
| 1995 | 8 023    |
| 2000 | 7 962    |
| 2005 | 6 968    |

| Anno | Abitanti |
| ---- | -------- |
| 2010 | 6 464    |
| 2015 | 6 109    |
| 2016 | 6 070    |
| 2017 | 6 070    |
| 2018 | 6 037    |
| 2019 | 6 116    |
| 2020 | 6 083    |

Fonti dei dati sono nel dettaglio nelle Wikimedia Commons..

## Suddivisione
Comprende 6 città e comuni:
- città di Ziesar
- comuni di Buckautal; Görzke; Gräben; Wenzlow; Wollin